# Irena kobaltová
Irena kobaltová (Irena cyanogastra) je výrazně zbarvený zpěvný pták, jeden ze dvou zástupců čeledi irenovití (Irenidae). Žije na Filipínách.

## Výskyt
Irena kobaltová je endemitním druhem Filipínského souostroví, její výskyt byl potvrzen na ostrovech Luzon, Cataduanes, Polillo, Bohol, Leyte, Samar, Dinagat, Mindanao a Basilan. Vytváří zde celkem čtyři poddruhy. Jejím přirozeným stanovištěm jsou především husté listnaté stálezelené lesy, někdy i lesní okraje, zřídka se objevuje v lesích druhotných. Žije až do nadmořské výšky asi 1 500 m n. m. Typicky ji lze pozorovat korunách plodících stromů, buďto samostatně, nebo v malých skupinách.

## Popis
Irena kobaltová dorůstá velikosti 23 až 28 cm. Zbarvení těla je dílem kobaltově modré, dílem černé s modravým nádechem, přičemž odstíny opeření se liší v závislosti na jednotlivých poddruzích. Zobák je černý, duhovka tmavě červená, nohy černé. Samci mívají o něco výraznější barvu ve srovnání se samicemi.

## Ohrožení
Mezinárodní svaz ochrany přírody (IUCN) považuje irenu kobaltovou ve svém vyhodnocení stavu ohrožení z roku 2016 za téměř ohrožený druh. Hlavním důvodem úbytku populací je především ztráta přirozeného prostředí (těžba, kácení lesů pro dřevo či jejich přeměna na zemědělskou půdu, rozvoj dopravní infrastruktury), přičemž ireny podle terénních pozorování jen vzácně tolerují degradovaná stanoviště. Ochrana tohoto druhu je vesměs realizována prostřednictvím různých chráněných oblastí, nicméně ani těm se nelegální těžba dřeva nevyhýbá.